# Terenure College Rugby Football Club
 Terenure College RFC  est un club de rugby irlandais basé dans la ville de Dublin, en Irlande qui évolue dans le championnat irlandais de première division.
Le club est affilié à la fédération du Leinster et ses joueurs peuvent être sélectionnés pour l’équipe représentative de la région, Leinster Rugby.

## Histoire
Le club fut fondé par d'anciens élèves du Terenure College de Dublin. Il ne fut autorisé à participer aux compétitions majeures (statut de senior club) qu'en 1959, après 14 candidatures. 

## Palmarès
- Championnat d'Irlande
  - Division 1B : 2014
  - Division 2A : 2006, 2013
- Leinster Senior League (5) : 1984, 1996, 1999, 1999, 2001 
  - Finaliste (5) : 1979, 1983, 1986, 1990, 1998
- Leinster Club Senior Cup (5) : 1966, 1967, 1994, 1996, 2001
  - Finaliste (5) : 1970, 1977, 1979, 1989, 1991
- Metropolitan Cup (7) : 1949, 1950, 1960, 1979, 1988, 1997, 1998
  - Finaliste (3) : 1956, 1959, 2002.

## Joueurs célèbres
Plusieurs joueurs de Terenure College ont porté les couleurs de l'équipe d’Irlande.
- David Corkery
- Girvan Dempsey
- Niall Hogan
- Eric Miller

 Lions britanniques et irlandais